# Atractus heliobelluomini
Atractus heliobelluomini — вид змій родини полозових (Colubridae). Ендемік Колумбії.

## Поширення і екологія
Atractus heliobelluomini відомі з типової місцевості, розташованої поблизу Ла-Педрери в колумбійському департаменті Амасонас, на висоті 300 м над рівнем моря. Вони живуть у вологлих рівнинних тропічних лісах.